# Trần Trường Giang
Trần Trường Giang (sinh 1 tháng 11 năm 1976) là một cựu cầu thủ bóng đá người Việt Nam. Anh từng là đội trưởng kiêm trợ lý HLV tại đội Bình Dương. Anh thi đấu cho đội tuyển Việt Nam từ năm 2002 đến đầu năm 2009.

## Sự nghiệp
Trần Trường Giang chơi cho câu lạc bộ bóng đá Tiền Giang từ khi còn trẻ và khi mới 20 tuổi đã trở thành đội trưởng của câu lạc bộ này. Năm 2002, khi đội Tiền Giang đang tham gia giải hạng nhất, Trần Trường Giang được gọi vào đội tuyển Việt Nam chuẩn bị cho Cúp Tiger 2002. Tại giải đấu này, Giang ghi 3 bàn thắng, trong đó có bàn thằng mở tỷ số trong trận thắng đội tuyển bóng đá quốc gia Malaysia giành huy chương đồng.
Một năm sau, 2003, Trần Trường Giang chuyển sang câu lạc bộ bóng đá Bình Dương với giá chuyển nhượng 1 tỷ đồng và nhận lương khoảng 25 triệu/tháng, cái giá đuọc xem là kỷ lục vào thời đó. Tại câu lạc bộ mới, Giang cũng trở thành đội trưởng, cùng câu lạc bộ vô địch Việt Nam 2 năm liên tiếp 2007 và 2008.
Năm 2008, một lần nữa ông Henrique Calisto gọi Trần Trường Giang vào đội tuyển quốc gia chuẩn bị cho Cúp AFF 2008. Và tại giải đấu này, Giang cùng đội tuyển Việt Nam đoạt chức vô địch Đông Nam Á. Sau trận thắng đội tuyển bóng đá quốc gia Liban trong vòng loại cúp bóng đá châu Á 2011, Giang xin từ giã đội tuyển vì lý do tuổi tác.
Năm 2010, anh chia tay Bình Dương trong "nỗi buồn khôn tả", bởi theo anh, anh đã tưởng rằng khi giải nghệ sẽ tiếp tục tìm được một công việc liên quan đến bóng đá ở đất Bình Dương. Trước đó, anh đã được chọn làm trợ lý HLV trong mùa giải cuối cùng thi đấu cho Bình Dương. Sau khi rời Bình Dương anh đầu quân cho đội bóng Navibank Sài Gòn ở V-League 2011. Sau khi kết thúc mùa giải này anh tuyên bố giải nghệ ở tuổi 35.

## Thành tích
Với đội tuyển Việt Nam
- Vô địch giải vô địch bóng đá Đông Nam Á 2008
- Hạng 3 giải vô địch bóng đá Đông Nam Á 2002

Với Bình Dương
- Vô địch V-League 2007 và 2008
- Đoạt Siêu cúp 2007 và 2008

Với Navibank Sài Gòn
- Đoạt Cúp Quốc gia 2011

## Bàn thắng quốc tế
Bàn thắng của đội tuyển Việt Nam được ghi trước.
| #  | Ngày                 | Địa điểm                                           | Đối thủ   | Bàn thắng | Kết quả | Giải đấu       |
| -- | -------------------- | -------------------------------------------------- | --------- | --------- | ------- | -------------- |
| 1. | 15 tháng 12 năm 2002 | Sân vận động Gelora Bung Karno, Jakarta, Indonesia | Campuchia | 2–0       | 9–2     | Tiger Cup 2002 |
| 2. | 15 tháng 12 năm 2002 | Sân vận động Gelora Bung Karno, Jakarta, Indonesia | Campuchia | 4–1       | 9–2     | Tiger Cup 2002 |
| 3. | 29 tháng 12 năm 2002 | Sân vận động Gelora Bung Karno, Jakarta, Indonesia | Malaysia  | 2–0       | 2–1     | Tiger Cup 2002 |